# Neuville-sur-Vanne
Neuville-sur-Vanne (till 2008: Neuville-sur-Vannes) är en kommun i departementet Aube i regionen Grand Est (tidigare regionen Champagne-Ardenne) i nordöstra Frankrike. Kommunen ligger  i kantonen Estissac som ligger i arrondissementet Troyes. År 2022 hade Neuville-sur-Vanne 469 invånare.

## Befolkningsutveckling
Antalet invånare i kommunen Neuville-sur-Vanne
Referens: INSEE